# Greenville-Spartanburg International Airport

i7
i11
i13
Der Greenville-Spartanburg International Airport (Roger Milliken Field) (IATA-Code: GSP, ICAO-Code: KGSP) ist ein Flughafen zwischen Greenville und Spartanburg. Er befindet sich in der Nähe der Kleinstadt Greer. Mit einem jährlichen Passagieraufkommen von 2,3 Millionen Personen im Jahr 2018 ist er der drittgrößte Flughafen im US-amerikanischen Bundesstaat South Carolina. Er befindet sich im Upstate South Carolina.

## Lage und Verkehrsanbindung
Der Greenville-Spartanburg International Airport befindet sich 17 Kilometer östlich des Stadtzentrums von Greenville und 27 Kilometer westlich des Stadtzentrums von Spartanburg. Er liegt auf dem Gebiet der Kleinstadt Greer und größtenteils im Spartanburg County. Ein kleines Stück im Südwesten liegt im Greenville County. Der Greenville-Spartanburg International Airport verfügt über eine Anschlussstelle an der Interstate 85. Der South Carolina Highway 14 verläuft südwestlich des Flughafens, der South Carolina Highway 80 verläuft westlich des Flughafens und der South Carolina Highway 101 verläuft nördlich des Flughafens.
Der Greenville-Spartanburg International Airport ist nicht in den Öffentlichen Personennahverkehr eingebunden; Fluggäste müssen auf Mietwagen, Taxis und ähnliche Angebote zurückgreifen.

## Geschichte
Vor dem Bau des Greenville-Spartanburg International Airports hatten beide Städte eigene Flughäfen. Roger Milliken setzte sich dafür ein, dass ein zentraler Flughafen zwischen den beiden Städten Greenville und Spartanburg gebaut wird.
Am 15. Oktober 1962 wurde dann der Greenville-Spartanburg International Airport eröffnet und ersetzte somit den älteren Flughafen Greenville Downtown Airport als Hauptziel für diverse Fluggesellschaften. Dennoch ist der Betrieb des Greenville Downtown Airports bis heute nicht eingestellt.
In den 1980er Jahren wurde das Terminal erweitert und der Flughafen wurde für den Frachtverkehr ausgebaut. In den 1990er Jahren erhielt der Flughafen eine Landebahnverlängerung und 2004 bekam er den Beinamen Roger Milliken Field.
2011 bekam der Flughafen einen ANNIE Award als der am schnellsten wachsende kleine Flughafen in den USA.

## Flughafenanlagen

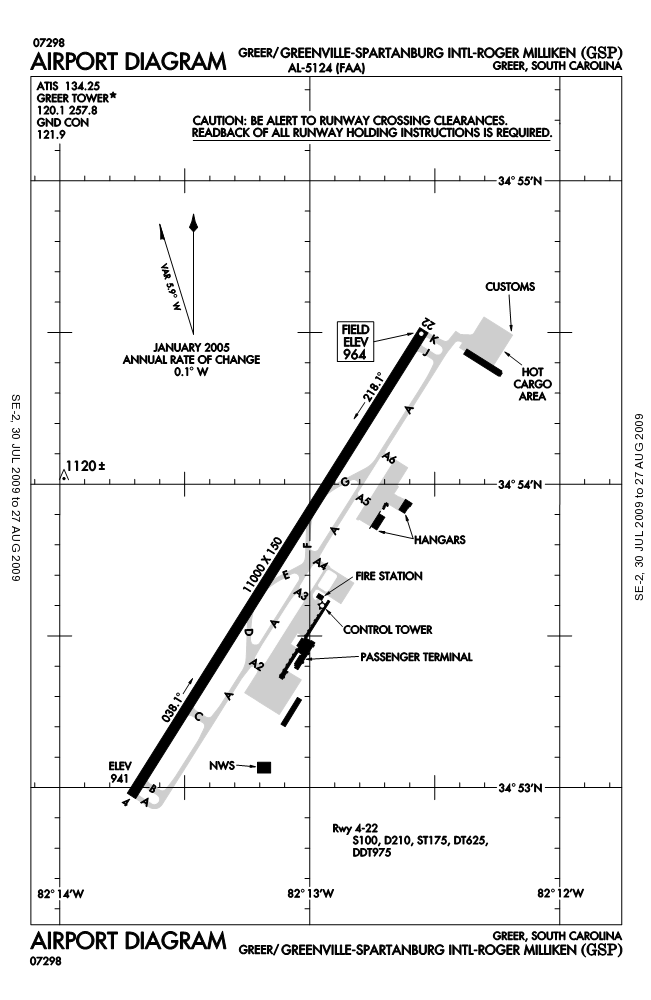
Flughafendiagramm (veraltet)

Der Greenville-Spartanburg International Airport erstreckt sich über eine Fläche von 1416 Hektar.

### Start- und Landebahnen
Der Greenville-Spartanburg International Airport verfügt über eine Start- und Landebahn. Sie trägt die Bezeichnung 04/22, ist 3353 Meter lang und 46 Meter breit. Der Belag besteht zum Teil aus Asphalt und Beton. Die Start- und Landebahn und die Rollbahnen sind für Flugzeuge der FAA Aircraft Design Group VI, wie den Airbus A380, geeignet. Die Start- und Landebahn wurde zusammen mit dem Flughafen selbst errichtet, hatte zu Beginn aber nur eine Länge von 2316 Metern. Sie wurde im Jahr 1977 verstärkt und im Jahr 1995 auf 2743 Meter verlängert. Im Jahr 1999 folgte die Verlängerung auf 3353 Meter.

### Passagierterminals

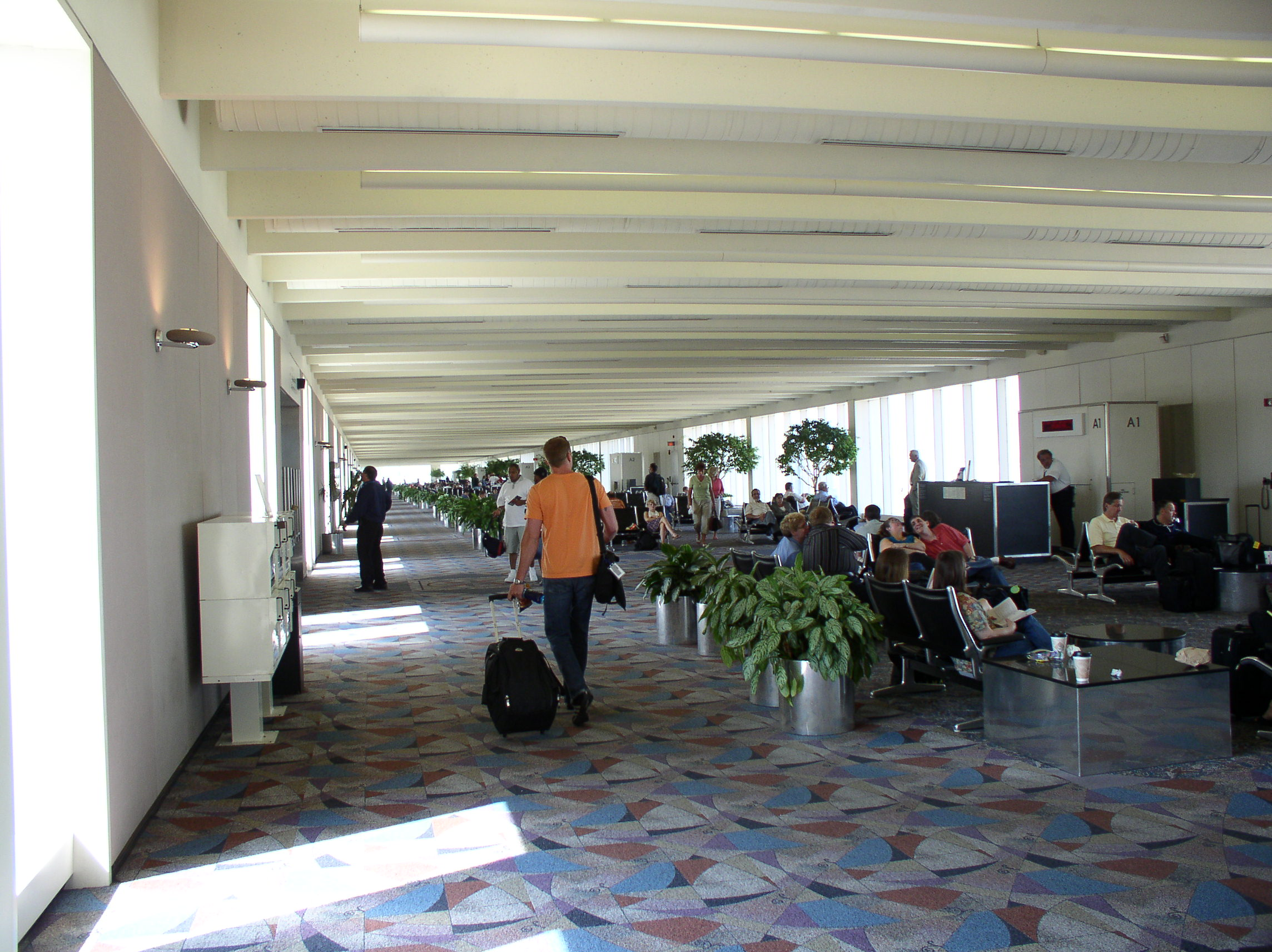
Terminal von innen

Der Greenville-Spartanburg International Airport verfügt über ein Passagierterminal mit 13 Flugsteigen, die auf zwei Concourses aufgeteilt sind. Das Terminal wurde ursprünglich zusammen mit dem Flughafen selbst eröffnet. 1989 wurde eine Erweiterung des Passagierterminals abgeschlossen. Im Jahr 2001 wurde ein Areal im Terminal in Betrieb genommen, das bereits im Jahr 1990 errichtet wurde aber zuvor nicht benötigt wurde. Im  Ab 2012 wurden 102 Millionen US-Dollar in eine Modernisierung des Terminal-Gebäudes investiert, die 2017 abgeschlossen werden konnte.

#### Concourse A
Im südlichen Concourse A befinden sich neun mit Fluggastbrücken ausgestattete Flugsteige. Er wird von Allegiant Air, American Airlines, Frontier Airlines, Southwest Airlines und United Airlines genutzt. 1975 wurde der Concourse erweitert, 1983 folgte eine erneute Erweiterung.

#### Concourse B
Der nördliche Concourse B befinden sich vier mit Fluggastbrücken ausgestattete Flugsteige. Er wird von Allegiant Air und Delta Air Lines genutzt.

### Frachtterminals
Die Frachtterminals teilen sich auf zwei Vorfelder auf. Das nördliche North Cargo genannte, am Ende der Start- und Landebahn gelegene Vorfeld wird ausschließlich von FedEx genutzt. Das Frachtterminal wurde im Jahr 2001 errichtet. Das südliche Vorfeld South Cargo liegt neben dem Passagierterminal und wird von verschiedenen Fluggesellschaften genutzt.
Neben den beiden Bereichen wurde 2019 ein weiterer Bereich Center Cargo geöffnet, in dem bis zu drei Boeing 747-8F gleichzeitig abgefertigt werden können. Der Flughafen wird von Air Atlanta Icelandic mehrmals wöchentlich mit Frachtflügen aus Frankfurt-Hahn bedient.

## Fluggesellschaften und Ziele

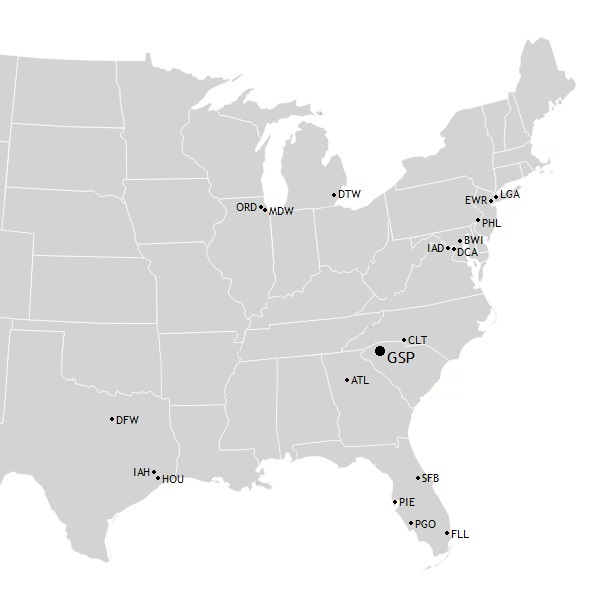
Flugziele 1019

Es werden (mit Stand von 2019) ausschließlich Ziele in der östlichen Hälfte der USA angeflogen.

## Verkehrszahlen
| Verkehrszahlen des Greenville-Spartanburg International Airport 1963–2018 | Verkehrszahlen des Greenville-Spartanburg International Airport 1963–2018 | Verkehrszahlen des Greenville-Spartanburg International Airport 1963–2018 | Verkehrszahlen des Greenville-Spartanburg International Airport 1963–2018 |
| Jahr                                                                      | Fluggastaufkommen                                                         | Luftfracht (Tonnen) (mit Luftpost)                                        | Flugbewegungen                                                            |
| ------------------------------------------------------------------------- | ------------------------------------------------------------------------- | ------------------------------------------------------------------------- | ------------------------------------------------------------------------- |
| 2018                                                                      | 2.317.984                                                                 | 53.967                                                                    | 49.927                                                                    |
| 2017                                                                      | 2.130.885                                                                 | 44.810                                                                    | 45.428                                                                    |
| 2016                                                                      | 2.011.047                                                                 | 30.820                                                                    | 44.784                                                                    |
| 2015                                                                      | 1.940.602                                                                 | 27.102                                                                    | 44.436                                                                    |
| 2014                                                                      | 1.897.264                                                                 | 27.862                                                                    | 44.396                                                                    |
| 2013                                                                      | 1.866.826                                                                 | 26.459                                                                    | 47.031                                                                    |
| 2012                                                                      | 1.901.032                                                                 | 26.096                                                                    | 49.532                                                                    |
| 2011                                                                      | 1.787.161                                                                 | 25.159                                                                    | 49.344                                                                    |
| 2010                                                                      | 1.301.744                                                                 | 22.378                                                                    | 45.694                                                                    |
| 2009                                                                      | 1.250.766                                                                 | 17.959                                                                    | 47.475                                                                    |
| 2008                                                                      | 1.415.688                                                                 | 24.053                                                                    | 56.369                                                                    |
| 2007                                                                      | 1.555.077                                                                 | 25.658                                                                    | 60.525                                                                    |
| 2006                                                                      | 1.528.979                                                                 | 24.361                                                                    | 60.065                                                                    |
| 2005                                                                      | 1.792.597                                                                 | 21.588                                                                    | 66.149                                                                    |
| 2004                                                                      | 1.575.117                                                                 | 21.768                                                                    | -                                                                         |
| 2003                                                                      | 1.350.648                                                                 | 19.913                                                                    | -                                                                         |
| 2002                                                                      | 1.386.828                                                                 | 19.955                                                                    | -                                                                         |
| 2001                                                                      | 1.412.567                                                                 | 21.842                                                                    | -                                                                         |
| 2000                                                                      | 1.590.786                                                                 | 24.421                                                                    | -                                                                         |
| 1999                                                                      | 1.518.561                                                                 | 25.986                                                                    | -                                                                         |
| 1998                                                                      | 1.424.669                                                                 | 24.470                                                                    | -                                                                         |
| 1997                                                                      | 1.450.174                                                                 | 25.994                                                                    | -                                                                         |
| 1996                                                                      | 1.428.223                                                                 | 24.703                                                                    | -                                                                         |
| 1995                                                                      | 1.322.540                                                                 | 20.726                                                                    | -                                                                         |
| 1994                                                                      | 1.560.042                                                                 | 17.090                                                                    | -                                                                         |
| 1993                                                                      | 1.171.826                                                                 | 14.189                                                                    | -                                                                         |
| 1992                                                                      | 1.097.287                                                                 | 5.831                                                                     | -                                                                         |
| 1991                                                                      | 1.055.823                                                                 | 4.858                                                                     | -                                                                         |
| 1990                                                                      | 1.184.580                                                                 | 7.062                                                                     | -                                                                         |
| 1989                                                                      | 1.110.314                                                                 | 7.206                                                                     | -                                                                         |
| 1988                                                                      | 1.139.640                                                                 | 5.882                                                                     | -                                                                         |
| 1987                                                                      | 1.105.752                                                                 | 6.407                                                                     | -                                                                         |
| 1986                                                                      | 937.863                                                                   | 5.406                                                                     | -                                                                         |
| 1985                                                                      | 854.092                                                                   | 5.142                                                                     | -                                                                         |
| 1984                                                                      | 735.961                                                                   | 4.981                                                                     | -                                                                         |
| 1983                                                                      | 620.508                                                                   | 3.676                                                                     | -                                                                         |
| 1982                                                                      | 513.450                                                                   | 2.758                                                                     | -                                                                         |
| 1981                                                                      | 582.352                                                                   | 3.711                                                                     | -                                                                         |
| 1980                                                                      | 666.541                                                                   | 4.658                                                                     | -                                                                         |
| 1979                                                                      | 690.904                                                                   | 5.611                                                                     | -                                                                         |
| 1978                                                                      | 665.203                                                                   | 4.972                                                                     | -                                                                         |
| 1977                                                                      | 569.246                                                                   | 3.679                                                                     | -                                                                         |
| 1976                                                                      | 531.695                                                                   | 3.900                                                                     | -                                                                         |
| 1975                                                                      | 465.058                                                                   | 3.252                                                                     | -                                                                         |
| 1974                                                                      | 496.019                                                                   | 3.977                                                                     | -                                                                         |
| 1973                                                                      | 462.565                                                                   | 4.492                                                                     | -                                                                         |
| 1972                                                                      | 411.683                                                                   | 4.404                                                                     | -                                                                         |
| 1971                                                                      | 349.735                                                                   | 3.350                                                                     | -                                                                         |
| 1970                                                                      | 325.686                                                                   | 4.271                                                                     | -                                                                         |
| 1969                                                                      | 332.090                                                                   | 4.274                                                                     | -                                                                         |
| 1968                                                                      | 298.221                                                                   | 2.771                                                                     | -                                                                         |
| 1967                                                                      | 256.885                                                                   | 2.116                                                                     | -                                                                         |
| 1966                                                                      | 195.898                                                                   | 1.686                                                                     | -                                                                         |
| 1965                                                                      | 195.893                                                                   | 1.629                                                                     | -                                                                         |
| 1964                                                                      | 182.798                                                                   | 1.299                                                                     | -                                                                         |
| 1963                                                                      | 158.068                                                                   | -                                                                         | -                                                                         |

### Verkehrsreichste Strecken
| Rang | Stadt                                 | Passagiere | Fluggesellschaft  |
| ---- | ------------------------------------- | ---------- | ----------------- |
| 01   | Atlanta, Georgia                      | 419.960    | Delta, Southwest  |
| 02   | Charlotte, North Carolina             | 150.430    | American Airlines |
| 03   | Dallas/Fort Worth, Texas              | 89.920     | American          |
| 04   | Chicago–O’Hare, Illinois              | 88.580     | American, United  |
| 05   | Detroit, Michigan                     | 62.980     | Delta             |
| 06   | Washington–Dulles, Washington, D.C.   | 47.840     | United            |
| 07   | Philadelphia, Pennsylvania            | 42.780     | American          |
| 08   | Newark, New Jersey                    | 42.220     | United            |
| 09   | Washington–National, Washington, D.C. | 36.970     | American          |
| 10   | Houston–Intercontinental, Texas       | 32.310     | United            |